# マリリン・マンソン (バンド)

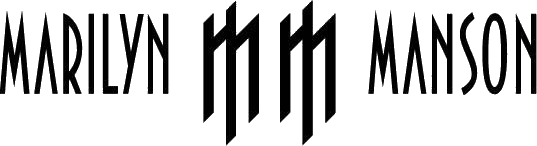
バンドのロゴ

マリリン・マンソン (Marilyn Manson) は、マリリン・マンソンの名で知られる同国のアーティスト、ブライアン・ワーナーが主宰する自身の名を冠したアメリカ合衆国出身のロックバンドである。

## 年譜

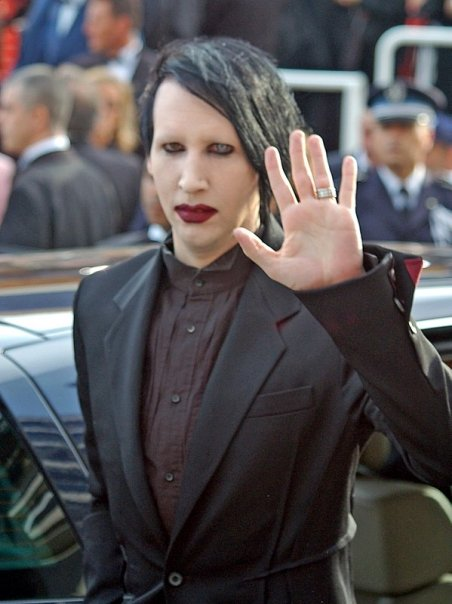
主宰マリリン・マンソン (2006年)

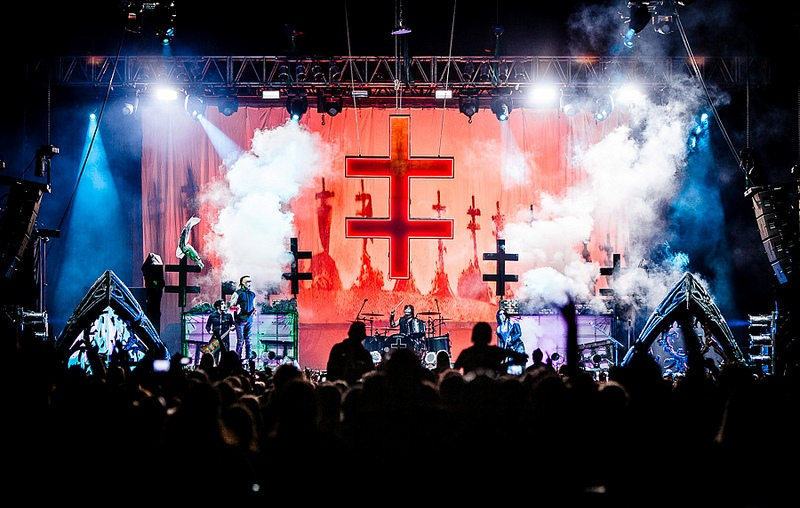
ロシア・モスクワ公演 (2012年)

- 1989年、フロリダ州のフォートローダーデールでマリリン・マンソン&ザ・スプーキー・キッズ (Marilyn Manson & the Spooky Kids) として結成される。
- 1994年、バンド名をマリリン・マンソン (Marilyn Manson)と変更、ナイン・インチ・ネイルズのトレント・レズナーのレーベルであるナッシング・レコードと契約し、1stアルバム 『ポートレイト・オブ・アン・アメリカン・ファミリー（英語版）』をリリース。その後、ユーリズミックスのカバーである「スウィート・ドリームス」のヒットにより名が知られた。
- 1995年、EP『スメルズ・ライク・チルドレン（英語版）』をリリース。
- 1996年、2ndアルバム『アンチクライスト・スーパースター』をリリース。全米初登場3位を記録する。
- 1997年、マンソンの書く歌詞がしばしば不快で猥褻であると言われる中、カルガリーのマックスベルセンターのオーナーは、彼らの不道徳さや動物をショーに使うことなどを理由に、7月25日のコンサートを中止させた。
- 1998年、3rdアルバム『メカニカル・アニマルズ』リリース。全米初登場1位を記録する。
- 2000年、4thアルバム『ホーリー・ウッド〜イン・ザ・シャドウ・オブ・ザ・ヴァリー・オブ・デス（英語版）』リリース。
- 2002年5月、トゥイギー・ラミレズが自身の希望により脱退。
- 2003年、5thアルバム『ザ・ゴールデン・エイジ・オブ・グロテスク』をリリース。全米初登場1位を記録。
- 2004年、ジョン5が離脱通告を受け脱退。
  - 4月、マンソンがバーレスクアーティストであるディタ・フォン・ティースと婚約。
- 2007年、6thアルバム『イート・ミー、ドリンク・ミー（英語版）』をリリース。童話『不思議の国のアリス』の作者であるルイス・キャロルを題材にした映画『ファンタスマゴリア : ザ・ヴィジョンズ・オブ・ルイス・キャロル（英語版）』の制作を始める。
- 2007年7月、ザ・プロディジーのサポートベーシストであるロブ・ホリディが、ティム・スコルドのギターへのボジションチェンジのためにサポートベーシストとして参加。
- 8月、マドンナ・ウェイン・ゲイシーが金銭問題でマンソンを告訴。正式な脱退発表はなし。
- 2008年1月、トゥイギー・ラミレズ復帰のため、ティム・スコルドが脱退。ロブ・ホリディがサポートベーシストからサポートギタリストにボジションチェンジ。
- 2008年8月、リンプ・ビズキットのギタリストであるウェス・ボーランドが加入したことを発表。ロブ・ホリディがプロディジーのサポートベーシストに戻る。
- 2009年5月、ギターリストのウェス・ボーランドが、リンプ・ビズキットに復帰するため脱退。
- 2009年5月20日、7thアルバム『ザ・ハイ・エンド・オブ・ロウ』をリリース。収録曲の「アルマ・ガッデム・マザーファッキン・ゲドン（英語版）」はゲーム『Saints Row: The Third』に使用されている。
- 2009年5月、トゥイギー・ラミレズがギターリストとしてツアーに出ることを発表。
- 2009年12月、金銭問題の裁判で、マドンナ・ウェイン・ゲイシー側の主張が認められず却下されたことが発表された。
- 2009年12月3日、長年所属していたインタースコープ・レコードから契約解除されていたことが明らかになった[8]。
- 2010年11月7日、クッキング・ヴァイナルと新たにレコード契約を交わしたことが発表された[9]。
- 2011年2月、ドラマーのジンジャー・フィッシュが脱退を発表。
- 2012年5月1日、8thアルバム『ボーン・ヴィラン』をリリース[10]。
- 2015年1月、9thアルバム『ザ・ペイル・エンペラー（英語版）』をリリース[11]。
- 2017年、初代ギタリスト デイジー・バーコウィッツが死去[12]。
- 2017年10月、10thアルバム『ヘヴン・アップサイド・ダウン（英語版）』をリリース[13]。
- 2020年9月、11thアルバム『ウィ・アー・ケイオス（英語版）』をリリース[14]。

## メンバー
現メンバー
- マリリン・マンソン（Marilyn Manson） – リード・ボーカル、ギター、キーボード、プログラミング、ドラム、パーカッション、タンバリン、サクソフォーン、パンフルート（1989年 - ）
- ギル・シャローン（Gil Sharone） – ドラム（2014年 - 2019年、2024年 - ）
- タイラー・ベイツ（Tyler Bates） – ギター、ベース、キーボード、バッキング・ボーカル（2014年 - 2015年、2015年 - 2018年、2024年 - ）
- ピジー・D（Piggy D.） – ベース、バッキング・ボーカル（2024年 - ）
- リーバ・マイヤーズ（Reba Meyers） – ギター、バッキング・ボーカル（2024年 - ）

旧メンバー
- ザ・ザ・スペック（Zsa Zsa Speck） – キーボード（1990年）
- オリビア・ニュートン・バンディ（Olivia Newton Bundy） – ベース（1989年 - 1990年）
- ギジェット・ゲイン（Gidget Gein） – ベース（1990年 - 1993年）※2008年没
- サラ・リー・ルーカス（Sara Lee Lucas） – ドラム、プログラミング（1991年 - 1995年）
- デイジー・バーコウィッツ（Daisy Berkowitz） – ギター、プログラミング、パーカッション、ハーモニカ（1989年 - 1996年）※2017年没
- ジム・ザム（Zim Zum） – ギター、キーボード（1996年 - 1998年）
- ジョン5（John 5） – ギター、キーボード（1998年 - 2004年）
- マドンナ・ウェイン・ゲイシー（Madonna Wayne Gacy） – キーボード、シンセサイザー、プログラミング、サンプラー、パーカッション、ブラス（1990年 - 2007年）
- ティム・スコルド（Tim Skold） – ギター、ベース、キーボード、バッキング・ボーカル（2002年 - 2008年）
- ジンジャー・フィッシュ（Ginger Fish） – ドラム、プログラミング（1995年 - 2011年）
- クリス・ヴレンナ（Chris Vrenna ） – キーボード、シンセサイザー、プログラミング、サンプラー（2007年 - 2011年）、ドラム（サポート 2004年 - 2005年、正規 2011年）
- フレッド・サブラン（Fred Sablan） – ベース、ギター（2010年 - 2014年）
- トゥイギー・ラミレズ（Twiggy Ramirez） – ベース、ギター、キーボード、バッキング・ボーカル（正規 1993年 - 2002年、2018年 - 2014年、サポート 2014年 - 2017年）
- ポール・ワイリー（Paul Wiley） – ギター、プログラミング、バッキング・ボーカル（1991年 - 1995年）
- ホアン・アルデレッテ（Juan Alderete） – ベース、バッキング・ボーカル（サポート 2017年 - 2018年、正規 2018年 - 2020年）
- ブランドン・ペルツボルン（Brandon Pertzborn） – ドラム（2019年 - 2020年）

旧サポートメンバー
- マーク・チュウシー（Mark Chaussee） – ギター（2004年 - 2005年）
- ロブ・ホリデイ（Rob Holliday） – ギター（2008年）、ベース、バッキング・ボーカル（2007年 - 2008年）
- ウェス・ボーランド（Wes Borland） – ギター（2008年 - 2009年）
- アンディ・ジェロルド（Andy Gerold） – ベース（2009年）
- ジェイソン・サター（Jason Sutter） – ドラム（2012年 - 2013年）
- スペンサー・ローリンズ（Spencer Rollins） – キーボード、ギター（2013年）
- ダニエル・フォックス（Daniel Fox） – キーボード、パーカッション（2015年 - 2017年）

## 来日公演
- 1997年　3月7日 心斎橋クラブクアトロ　9日 名古屋クラブクアトロ　11日・12日 渋谷クラブクアトロ
- 1999年　1月8日・9日 東京ベイN.K.ホール 1月11日・12日Zepp Osaka
- 1999年　8月2日・3日 Zepp Fukuoka  8月7日・8日 サウンドコニファー229
- 2001年　3月11日 東京国際フォーラム　13日 大阪城ホール　15日 福岡サンパレス　17日 広島サンプラザ　19日・20日 東京ベイN.K.ホール 22日 愛知県体育館
- 2001年　SUMMER SONIC 2001 8月18日 WTCオープンエアースタジアム  19日 千葉マリンスタジアム
- 2003年　9月24日 福岡サンパレス　25日 大阪城ホール　27日・28日 東京ベイNKホール 9月30日・10月1日 Zepp Tokyo 2日 名古屋市民会館大ホール
- 2005年　SINIC MANIA05 2月6日 インテックス大阪　7日 幕張メッセ
- 2007年　10月16日 Zepp Fukuoka 17日 Zepp Nagoya 18日 新木場STUDIO COAST 21日 LOUD PARK 07 さいたまスーパーアリーナ LOUD PARK 07 OSAKA 23日 大阪城ホール
- 2009年　10月20日 Zepp Osaka 21日 Zepp Nagoya 22日 Zepp Tokyo 24日 V-ROCK FESTIVAL '09 さいたまスーパーアリーナ
- 2012年　3月9日・10日 新木場SUDIO COAST 12日 なんばHatch 13日 Zepp Nagoya
- 2015年　SONIC MANIA15 8月14日 幕張メッセ　SUMMER SONIC 15 8月15日 幕張メッセ　8月16日 舞洲特設会場
- 2016年　KNOT FEST 11月6日 幕張メッセ

## 作品
スタジオ・アルバム
- 『ポートレイト・オブ・アン・アメリカン・ファミリー』 – Portrait of an American Family（1994年）
- 『アンチクライスト・スーパースター』 – Antichrist Superstar（1996年）
- 『メカニカル・アニマルズ』 – Mechanical Animals（1998年）
- 『ホーリー・ウッド〜イン・ザ・シャドウ・オブ・ザ・ヴァリー・オブ・デス』 – Holy Wood (In the Shadow of the Valley of Death)（2000年）
- 『ザ・ゴールデン・エイジ・オブ・グロテスク』 – The Golden Age of Grotesque（2003年）
- 『イート・ミー、ドリンク・ミー』 – Eat Me, Drink Me（2007年）
- 『ザ・ハイ・エンド・オブ・ロウ』 – The High End of Low（2009年）
- 『ボーン・ヴィラン』 – Born Villain（2012年）
- 『ザ・ペイル・エンペラー』 – The Pale Emperor（2015年）
- 『ヘヴン・アップサイド・ ダウン』 – Heaven Upside Down（2017年）
- We Are Chaos（2020年）